# Spontin
Spontin – dzielnica (section) gminy Yvoir w Belgii, w Regionie Walońskim, w prowincji Namur, w okręgu Dinant. 1 stycznia 2020 roku liczyła 840 mieszkańców. Do 31 grudnia 1976 r. samodzielna gmina. Leży nad rzeką Bocq.

## Demografia
Liczba mieszkańców, stan na 1 stycznia:
| Rok                | 1930 | 1947 | 1961 | 2020 |
| ------------------ | ---- | ---- | ---- | ---- |
| Liczba mieszkańców | 602  | 698  | 624  | 840  |